# Leora Jones
Leora Samuela „Sam“ Jones (* 18. November 1960 in Mount Olive, Vereinigte Staaten) ist eine ehemalige US-amerikanische Handballspielerin, die für die US-amerikanische Nationalmannschaft auflief.

## Karriere
Jones spielte anfangs Basketball. Nachdem Jones ab 1978 für das Louisburg College aufgelaufen war, spielte sie ab 1980 für die East Carolina University. Zwischen 1980 und 1982 erzielte sie für die East Carolina University durchschnittlich 16 Punkte pro Spiel und verteilte insgesamt 252 Assist.
Jones wechselte im Jahr 1982 zum Handball. Mit der US-amerikanischen Nationalmannschaft belegte sie bei den Olympischen Spielen 1984 den fünften Platz. Mit insgesamt 32 Treffern schloss sie das olympische Handballturnier ebenfalls auf dem fünften Platz in der Torschützinnenliste ab. Bei den Panamerikanischen Spielen 1987 gewann sie mit den USA die Goldmedaille. Im darauffolgenden Jahr beendete sie die Olympischen Spiele auf dem siebten Platz. Jones erzielte mit 35 Toren die zweitmeisten Treffer im Turnier. Vier Jahre später nahm sie ein weiteres Mal an den Olympischen Spielen teil und belegte mit ihrer Auswahlmannschaft den sechsten Platz.
Jones lief in der Saison 1985/86 für den deutschen Bundesligisten Bayer 04 Leverkusen auf, mit dem sie die deutsche Meisterschaft gewann. Mit insgesamt 78 Treffern war sie die torgefährlichste Spielerin ihrer Mannschaft.